# بهمن خونین جاویدان
«بهمن خونین جاویدان» یک سرود انقلابی و ماندگار و جزو معروفترین و نخستین سرودهایی بود که پس از انقلاب ۱۳۵۷ ایران و سقوط نظام شاهنشاهی، در دومین سالروز گرامیداشت پیروزی انقلاب اسلامی برای اولین بار از رادیو و تلویزیون ایران پخش شد و هر ساله تاکنون در ایام دهه فجر با پخش آن حال و هوای آن دوران در ذهن شنونده تداعی می‌شود.

## تاریخچه سرود
این سرود در سال ۱۳۵۸ و در آستانه جشن‌های دومین سالگرد پیروزی انقلاب اسلامی ایران توسط صدا و سیمای مرکز فارس در شیراز با آهنگسازی حمید بهبود و ترانه سرایی محمدحسین همافر تولید شد. شاعر و آهنگساز این سرود با همکاری گروهی، این آهنگ را تنظیم و آماده اجرا کردند و با امکانات حداقلی و ابتدایی توسط جوانان علاقه‌مند به خوانندگی در صدا و سیمای شیراز ضبط گردید.
فریدون آسرایی دربارهٔ این سرود چنین می‌گوید:
«... این سرود را مردم ماندگارش کردند. سرودی که حتی وقتی در خارج از کشور هم آن را می‌شنویم، به خوبی اتفاقات و حوادث آن دوران تاریخی به ذهن هر شنونده‌ای می‌آورد…».

## متن سرود
آمده موسم فتح ایمان
شعله زد از افق نور قرآن
در دل بهمن سرد تاریخ
لاله سر زد، ز خون شهیدان
لاله‌ها قامت سرخ عشقند
سرنوشت تو با خون نوشتند
پیکر پاکت ای جان به کف را از ازل با شهادت سرشتند
بهمن خونین جاویدان
تا ابد زنده بادا قرآن
بهمن خونین جاویدان
تا ابد زنده یاد شهیدان
مقدمت را اماما شهیدان
با نثار تن خود گشودند
خونشان فرش راه تو بادا
عاشق پاک راه تو بودند
آمدی با پیامت خمینی
از رهایی و از حق سرودی
آنکه بر ظلم شب حمله ور شد
ای خمینی تو بودی، تو بودی
بهمن خونین جاویدان
تا ابد زنده بادا قرآن
بهمن خونین جاویدان
تا ابد زنده یاد شهیدان
در دل تار شب ای شهیدان
دست قهار خلق خدائید
از تبار حسین شهیدید
از دیار عروج و خدائید
در زمستان بهاران آمد
آدم از قعر دوران آمد
بوی نسل شقایق پیچید
بوی عطر شهیدان آمد
بهمن خونین جاویدان
تا ابد زنده بادا قرآن
بهمن خونین جاویدان
تا ابد زنده یاد شهیدان